# Machilus nanmu
Machilus nanmu là loài thực vật có hoa trong họ Nguyệt quế. Loài này được (Oliv.) Hemsl. miêu tả khoa học đầu tiên năm 1891.